# Sascha Gerstner
Sascha Gerstner (* 2. dubna 1977 Stuttgart, Německo) je německý metalový kytarista.
Na kytaru začal hrát jako třináctiletý a již v 17 letech pracoval jako studiový kytarista v nahrávacím studiu v rodném městě. V roce 1996 začal hrát v kapele z jižního Německa, která hrála především coververze, a z ní ho v roce 1998 Chris Bay a Dan Zimmermann přizvali do nově založené kapely Freedom Call. Gerstner zůstal u Freedom Call do roku 2001, kdy měl za sebou dvě studiová alba a tři turné po Evropě.
Po odchodu z Freedom Call začal pracovat jako producent jiných mladých kytaristů a věnoval se psaní textů na zakázku. V roce 2002 se dostal do kontaktu s kapelou Helloween, která zrovna hledala hráče na pozici kytaristy. Mimo hraní v kapele se věnuje i vlastní tvorbě a mixování hudby ve vlastním studiu G-Records.